# Episodi di Papà, non mettermi in imbarazzo!
La prima ed unica stagione della serie televisiva Papà, non mettermi in imbarazzo! è stata pubblicata il 14 aprile 2021 su Netflix negli Stati Uniti d'America. Anche in Italia la serie viene rilasciata nello stesso giorno e nella medesima piattaforma.
| N° | Titolo Originale                 | Titolo Italiano              | Data d'uscita mondiale |
| -- | -------------------------------- | ---------------------------- | ---------------------- |
| 1  | Black People Don'T Go To Therapy | I neri non vanno in analisi  | 14 aprile 2021         |
| 2  | Godastamaste                     | Yoga o chiesa                | 14 aprile 2021         |
| 3  | Yeezys And Shrimp                | Scarpa e gamberetti          | 14 aprile 2021         |
| 4  | Nipples Or Nuts                  | Capezzoli o co****ni         | 14 aprile 2021         |
| 5  | The Mother Pucker                | Labbra gonfie                | 14 aprile 2021         |
| 6  | Thrilla On The Grilla            | La gara di barbecue          | 14 aprile 2021         |
| 7  | Rich Dad Woke Dad                | Un padre ricco e consapevole | 14 aprile 2021         |
| 8  | Maybe It's A BAYBeline           | Forse è un BAYBelline        | 14 aprile 2021         |